# Pallavaram
Pallavaram est une ville d'Inde située dans le district de Kanchipuram.

## Démographie
En 2011 sa population était de 215 417 habitants.